# St.-Peter-Straße 13 (Mönchengladbach)

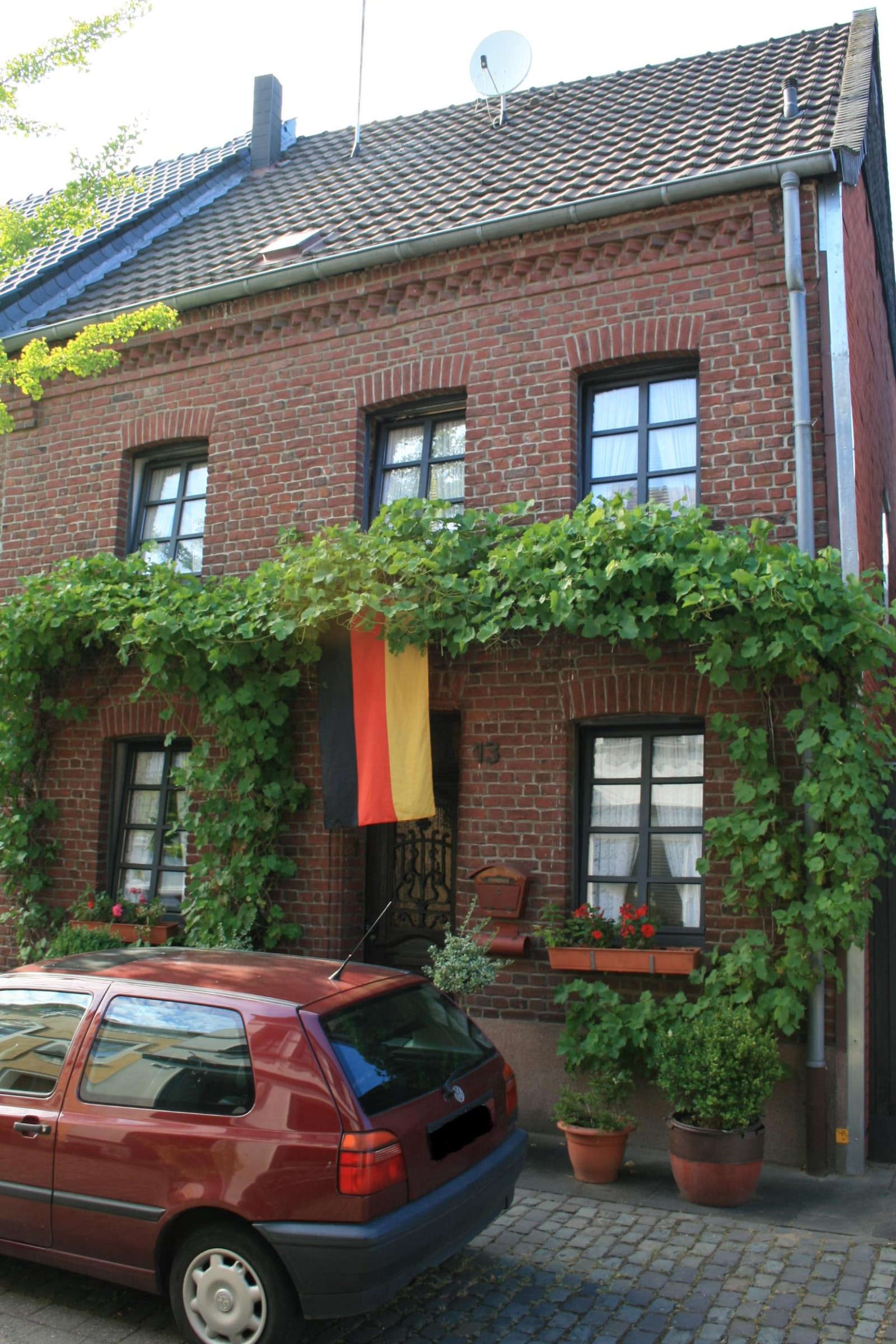
Wohnhaus (2010)

Das Wohnhaus St.-Peter-Straße 13 steht im Stadtteil Rheindahlen in Mönchengladbach (Nordrhein-Westfalen).
Das Gebäude wurde um 1900 erbaut und unter Nr. St 022 am 2. Juni 1987 in die Denkmalliste der Stadt Mönchengladbach eingetragen.

## Lage
Die St.-Peter-Straße liegt im Ortskern von Rheindahlen nahe der Pfarrkirche St. Helena und ist in gemischter Form von Wohnhäusern, ehemaligen Wohn-Stallhäusern und Fachwerkhäusern geprägt. Sie verbindet die Helenastraße mit der Straße „Am Wickrather Tor“.

## Architektur
Es handelt sich um ein schlichtes, traufständiges, zweigeschossiges Wohnhaus aus Ziegelmauerwerk unter einem Satteldach. Das Haus wurde um die Jahrhundertwende erbaut. Das Haus ist eines der in ihrer alten Substanz nahezu unversehrten, dörflich anmutenden Straße und daher unter Schutz gestellt.